# Petra Behle

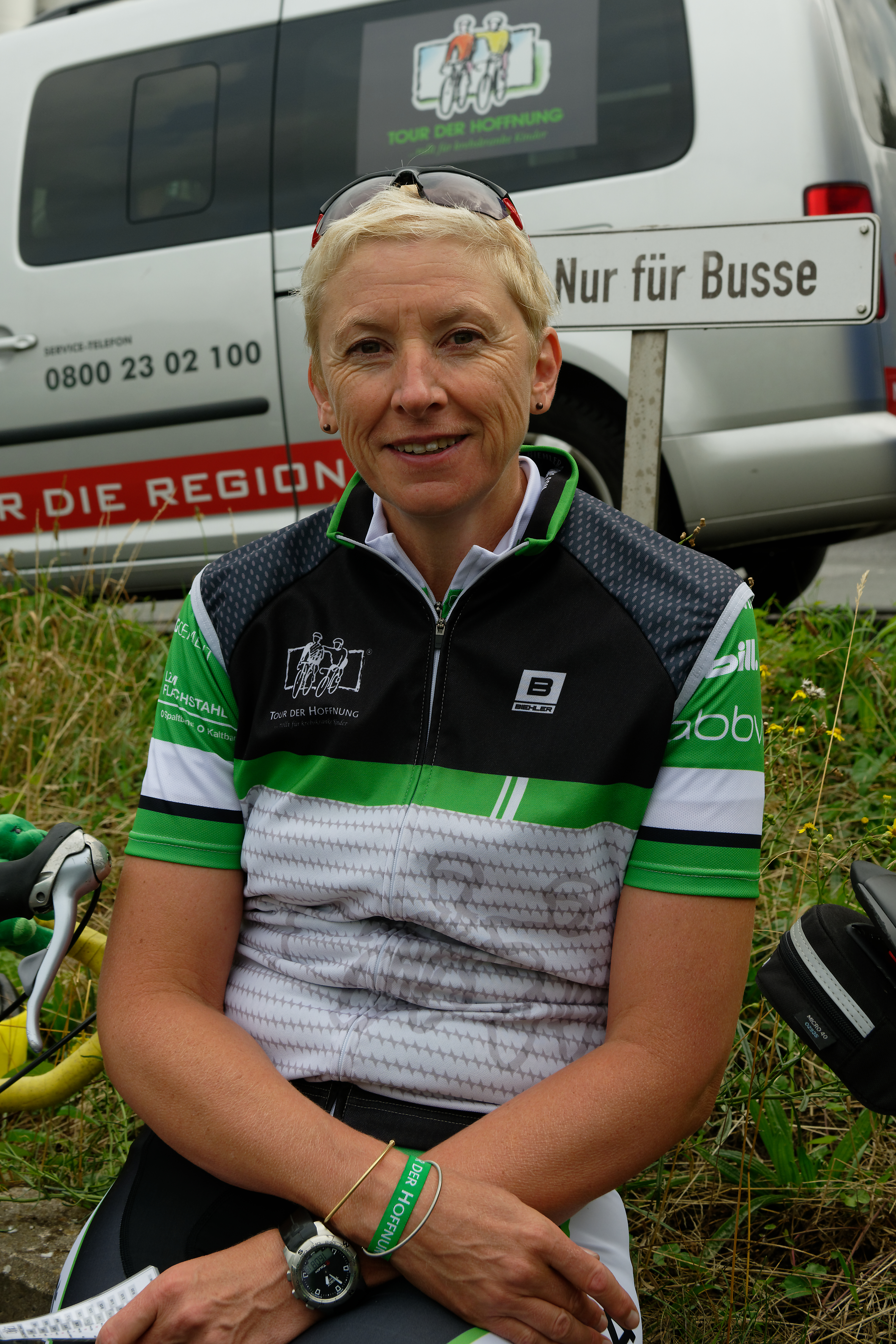
Petra Behle bei der Tour der Hoffnung 2019

Petra Behle (* 5. Januar 1969 in Offenbach am Main; gebürtig Petra Schaaf) ist eine ehemalige deutsche Biathletin.

## Biathlonkarriere
Nachdem die Familie nach Mittenwald umgezogen war, lernte Petra Behle mit acht Jahren Skifahren und begann mit dem Langlauf. 1986 kam sie auf das Ski-Internat in Willingen. Dort brachte sie ihre damalige Trainerin Renate Schinze zum Biathlon. Petra Behle startete für den SC Willingen. Sie wurde 1988 die jüngste deutsche Weltmeisterin im Biathlon. Mit vier Einzel- und fünf Staffelgoldmedaillen war sie erfolgreichste WM-Teilnehmerin aller Zeiten, bis sie am 12. März 2011 von Magdalena Neuner abgelöst wurde. Trotz ihrer überragenden Weltmeisterschaftsergebnisse konnte sie bei drei Olympischen Spielen keine Einzelmedaille gewinnen, holte aber jeweils eine Medaille mit der Staffel. Ähnlich erging es ihr im Weltcup: Mit zwanzig gewonnenen Rennen gehört sie auch hier zu den erfolgreichsten Athletinnen – Magdalena Forsberg als Beste gewann 42 Rennen. Den Gewinn eines Einzel- oder gar des Gesamtweltcups schaffte Petra Behle hingegen nicht, zwei dritte Plätze im Gesamtweltcup stehen für sie zu Buche.
Für ihre sportlichen Erfolge erhielt sie am 6. Mai 2002 das Silberne Lorbeerblatt.

## Beruflicher Werdegang
Von 1998 bis 2007 war sie beim ZDF als Biathlonexpertin zu sehen. Zusammen mit Christa Haas und ab der Wintersaison 2006/2007 mit Norbert König moderierte sie die Live-Übertragungen der Wettbewerbe. Ihr Nachfolger in der Position wurde Sven Fischer.

## Sportfunktionärin
Petra Behle ist persönliches Mitglied des NOK und Aktivensprecherin in der Landessportkonferenz Hessen. Zudem ist sie Mitglied im Gutachterausschuss der Deutschen Sporthilfe. An der European Business School hat sie 2003 eine Ausbildung zur Sportökonomin erfolgreich absolviert.

## Privatleben und Engagement
1994 heiratete sie den Langläufer Jochen Behle, von dem sie sich im April 1999 wieder trennte. Am 30. Januar 2009 hat sie ihren Lebensgefährten, mit dem sie seit 2003 zusammenlebt, geheiratet. Petra Behle wohnt derzeit in Biebertal. Sie ist ehrenamtlich als Schirmherrin der Tour der Hoffnung tätig, einer Prominentenradtour, mit deren Hilfe jedes Jahr Spenden zu Gunsten krebskranker Kinder gesammelt werden. Für ihre Verdienste um die Region wurde sie 2009 zur Mittelhessen-Botschafterin ernannt.

## Erfolge
Olympische Winterspiele
- 1992: Silber (Staffel)
- 1994: Silber (Staffel)
- 1998: Gold (Staffel)

Weltmeisterschaften
- 1988: Gold (Sprint)
- 1989: Gold (Einzel), Bronze (Mannschaft)
- 1990: Silber (Mannschaft), Bronze (Einzel)
- 1991: Gold (Einzel)
- 1992: Gold (Mannschaft)
- 1993: Gold (Einzel)
- 1995: Gold (Staffel), Silber (Mannschaft)
- 1996: 2 × Gold (Staffel, Mannschaft)
- 1997: Gold (Staffel)

Gesamtweltcup
- 2 × Platz 3 (1991/92; 1995/96)

Weltcupsiege
- 20